# Veronica Balfe
Veronica „Rocky“ Balfe, verwitwete Cooper und verheiratete Converse (* 27. Mai 1913 in Brooklyn, New York City; † 16. Februar 2000 in Southampton, New York), war eine US-amerikanische Sportschützin. Außerdem trat sie als Schauspielerin unter dem Künstlernamen Sandra Shaw auf.

## Leben
Veronica Balfes Vater Harry R. Balfe (1891–1965) war Lebensmittel-Broker und gehörte dem Board of Governors an der Wertpapierbörse New York Stock Exchange an. Ihre Mutter Veronica Gibbons (1892–1958) war die Schwester von Cedric Gibbons, ihr Großvater der Unternehmer Harry Balfe. Veronica Balfe erwarb ihre Schulbildung an der Bennett School for Girls, dem heutigen New Yorker Bennett College. Die Eltern ließen sich früh scheiden und die Mutter nahm die Töchter mit nach Paris.
Anfang der 1930er hatte sie eine kurze Filmkarriere. In dem US-Spielfilm King Kong und die weiße Frau (1933) war sie als eines der Opfer von King Kong zu sehen. In der Filmkomödie The Gay Nighties (1933) übernahm sie die Rolle der somnambulen Gräfin.
Veronica Balfe heiratete am 15. Dezember 1933 den Schauspieler Gary Cooper. Aus der Ehe ging 1937 die gemeinsame Tochter Maria Veronica Cooper Janis hervor, die 1966 Byron Janis heiratete.
Sie war zudem in den 1930er Jahren als Sportlerin aktiv und betrieb begeistert Tauchsport, Wellenreiten, Schwimmsport, Golfsport und spielte Tennis. Als Sportschützin wurde sie in der Disziplin Skeet als „California State Women’s Skeet Champion“ ausgezeichnet.

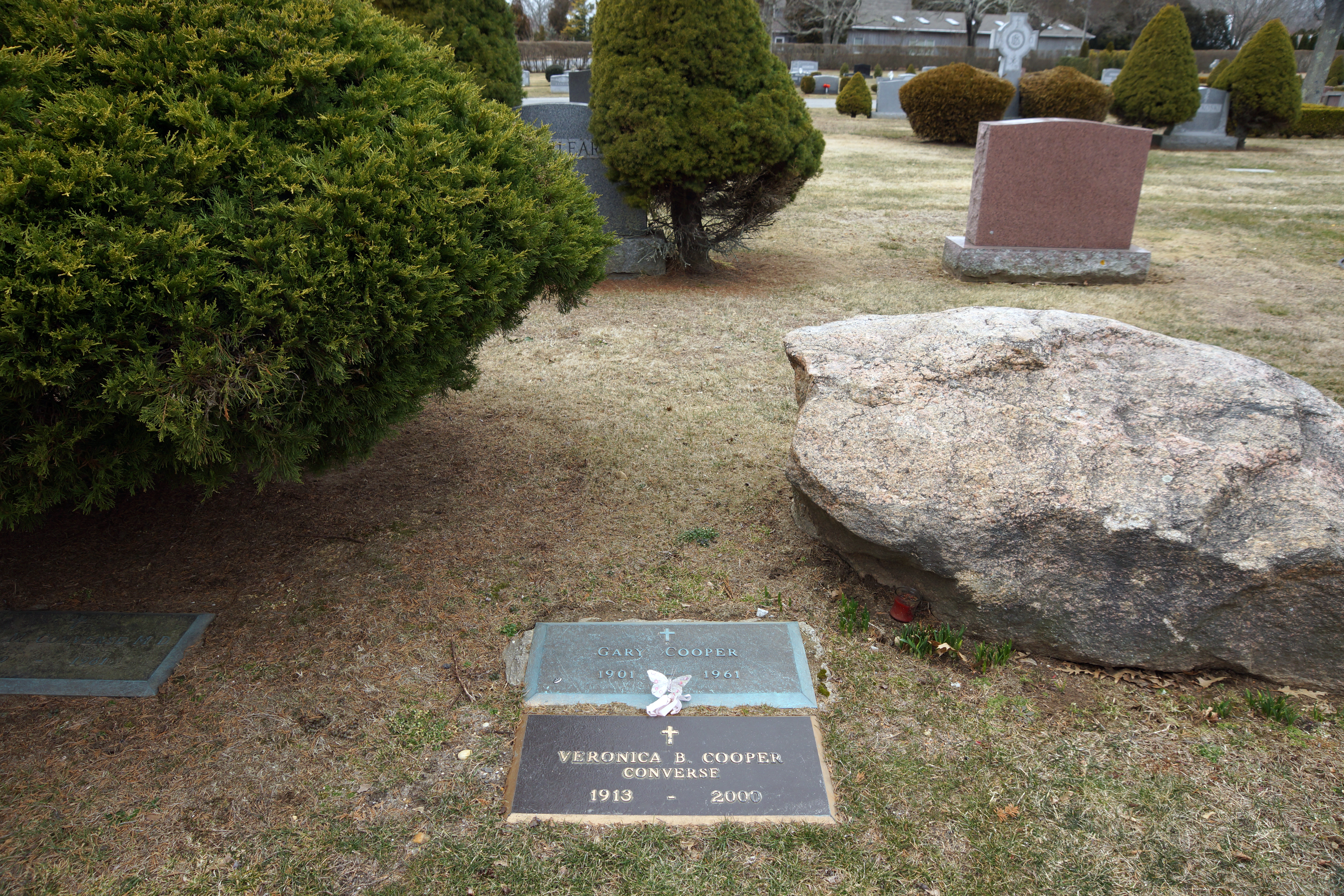
Gary und Veronica Coopers Grab in New York

Nach Gary Coopers Tod im Jahr 1961 spendete sie dessen Sammlung an Pferdesätteln und Gewehren dem „National Cowboy & Western Heritage Museum“ in Oklahoma und kehrte zurück nach New York. In zweiter Ehe heiratete sie Mitte 1964 John Marquis Converse, einen Facharzt für plastische Chirurgie und Professor am „Lawrence-D.-Bell“-Lehrstuhl am New York University Medical Center.
Die gläubige Katholikin war lebenslange Unterstützerin der Abtei Abbey of Regina Laudis im US-Staat Connecticut.

## Filmografie
- 1933: King Kong und die weiße Frau
- 1933: Blood Money
- 1933: No Other Woman
- 1933: The Gay Nighties
- 1943: Hedda Hopper’s Hollywood No. 3